# Bojszów
Bojszów (německy Boitschau, 1936-1945 Lärchenhag) je starostenská vesnice v Polsku ve Slezském vojvodství, okres Gliwice gmina Rudziniec.

## Poloha
Vesnice se nachází 13 km na jihozápad od Gliwic, nedaleko chráněné krajinné oblasti Ratibořských lesů (Lasy Raciborskie).

## Historie
V 13. století Piotr, první opat z Rud, žádal hrabě Mrocco z Opole, aby souhlasil s kolonizací německými osadníky. Souhlas byl dán v roce 1263. O vesnici je zmínka již v roce 1376. V písemných dokumentech název Boyczow se objevil v roce 1447 a opakovaně v roce 1679 a 1687. K Bojszówu byla připojena vesnice Ladcza, od roku 1598 spolu tvořily jednu farnost Bojszów a Łączy. V období národního socializmu v roce 1936 Němci změnili historický název vesnice Boitschau na Lärchenhag. Po roce 1945 byl obnoven název Bojszów.
V letech 1975–1998 vesnice byla začleněna pod vojvodství Katovice.
V roce 2011 ve vesnici žilo 961 obyvatel.

## Památky
- Kostel Všech svatých je uváděn v roce 1447 jako farní, kolem roku 1700 je změněn na filiální kostela v Rachowicach. Kostel pochází z konce 15. století, obnovy a rekonstrukce byly prováděny v 18. století a v roce 1862 a 1905. Dřevěný kostel srubové konstrukce je postavený na cihlové podezdívce, má vnější deskové bednění a střechu pokrytou šindelem, věž pochází z roku 1719. Vnitřní barokní vybavení s oltářem z 18. století. Kostel je součástí Stezky dřevěné architektury.
- Kostel Nanebevzetí Panny Marie je farní z roku 1983
- Dvě dřevěné branky z 18. století na hřbitově, pozůstatek původního oplocení hřbitova.

## Turistika
- – Vesnicí vede turistická trasa Sto let turistiky, která začíná v městě Rybnik a končí ve městě Tarnowskie Góry.

## Školství
Základní škola gen. Józefa Bema.